# Mach (커널)
Mach([mʌk])는 카네기 멜론 대학교에서 운영 체제 연구를, 주로 분산 및 병렬 연산을 지원하기 위해 개발한 운영 체제 커널이다. Mach가 마이크로커널의 초기 예 가운데 하나로 자주 거론되지만 모든 버전의 Mach가 마이크로커널인 것은 아니다. Mach의 파생물들은 (마이크로커널이 아닌) 맥 OS X의 현대 운영 체제 커널과 (마이크로커널인) GNU 허드에 기초한다.

## 같이 보기
- 마이크로커널